# Iwan Grigorjewitsch Schtscheglowitow

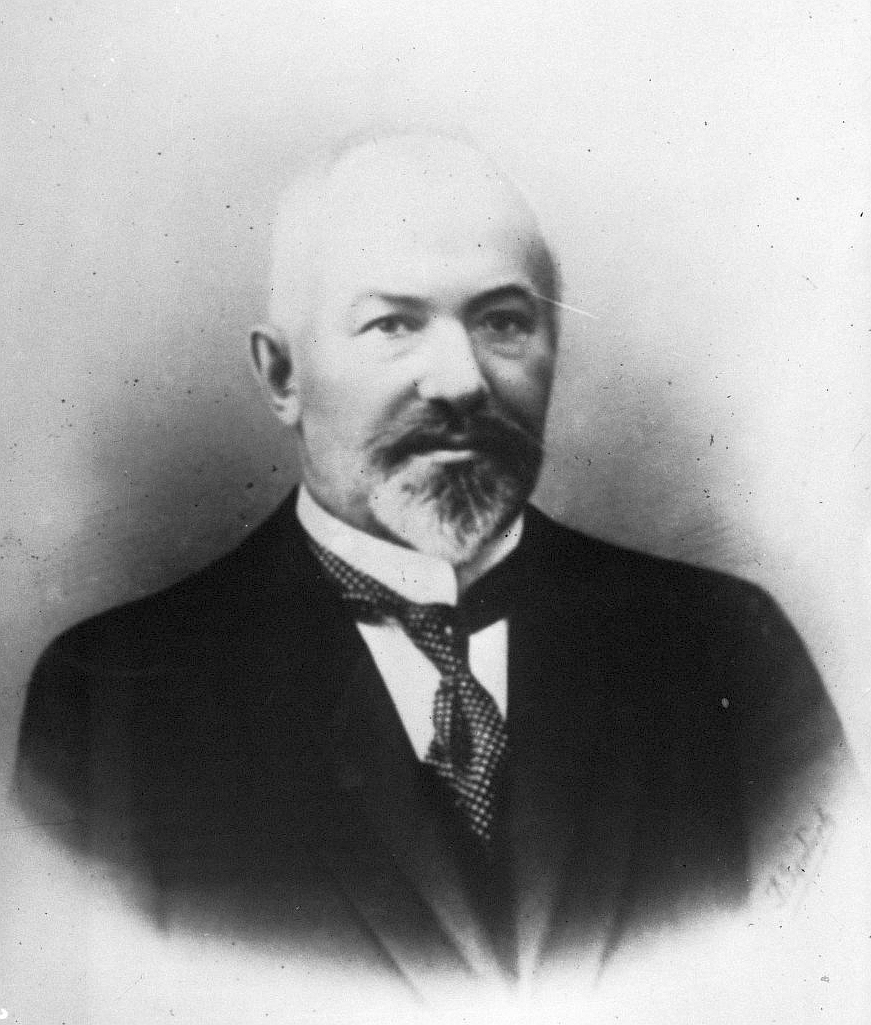
Iwan Grigorjewitsch Schtscheglowitow

Iwan Grigorjewitsch Schtscheglowitow (russisch Иван Григорьевич Щегловитов; * 13. Februarjul. / 25. Februar 1861greg. im Gouvernement Tschernigow, Russisches Kaiserreich; † 5. September 1918 in Moskau) war ein russischer Jurist und konservativer Politiker, der zwischen 1906 und 1915 Justizminister sowie 1917 Vorsitzender des Staatsrates war.

## Leben
Iwan Grigorjewitsch Schtscheglowitow, der Landbesitzer im Gouvernement Tschernigow, absolvierte ein Studium an der Kaiserlichen Rechtsschule (Императорское училище правоведения), das er 1881 abschloss. 1894 wurde er Staatsanwalt am Bezirksgericht Sankt Petersburg und 1903 Oberstaatsanwalt beim Strafsenat dieses Gerichts und leitete als solcher 1905 das Anklageverfahren gegen den Dichter Iwan Platonowitsch Kaljajew, der als Mitglied der Sozialrevolutionäre 1905 ein Attentat auf den Großfürsten Sergei Alexandrowitsch Romanow und dafür nach dem Strafprozess zum Tode verurteilt sowie am 23. Mai 1905 hingerichtet wurde.
Am 24. April 1906 übernahm Schtscheglowitow von Michail Grigorjewitsch Akimow das Amt des Justizministers in der Regierung von Ministerpräsident Sergei Juljewitsch Witte und bekleidete dieses auch in den nachfolgenden Regierungen der Ministerpräsidenten Iwan Logginowitsch Goremykin (5. Mai 1906 bis 21. Juli 1906), Pjotr Arkadjewitsch Stolypin (21. Juli 1906 bis 18. September 1911), Wladimir Nikolajewitsch Kokowzow (18. September 1911 bis 30. Januar 1914) sowie erneut Iwan Logginowitsch Goremykin (12. Februar 1914 bis 6. Juli 1915), woraufhin Alexander Alexejewitsch Chwostow seine Nachfolge antrat. Zugleich wurde er am 1. Januar 1907 Mitglied des Staatsrates und zählte zu den Organisatoren des sogenannten dritten Juniputsches von 1907, der am 3. Juni 1907 zur vorzeitigen Auflösung der zweiten Staatsduma führte. Er war in der Folgezeit ein enger Mitarbeiter von Ministerpräsident Stolypin und einer der maßgeblichen Politiker des Bundes des russischen Volkes (Союз русского народа), eine orthodox-monarchistische nationalistische Vereinigung und die bedeutendste Organisation innerhalb der „Schwarze-Hundert“-Bewegung. 1908 scheiterte ein gegen ihn gerichteter Attentatsversuch einer Gruppe von Revolutionären um Lidija Awgustowna Sture und Anna Michailowna Rasputina, die daraufhin am 1. März 1908 hingerichtet wurden.
Nach der Ermordung Stolypins am 18. September 1911 gewann Schtscheglowitow mit seiner antisemitischen Haltung zunehmend an Einfluss und gehörte zu den Initiatoren der Beilis-Affäre, ein Ritualmordprozess gegen den Kiewer Juden Menachem Mendel Beilis, dessen Ausgangspunkt 1911 der Mord an einem zwölfjährigen Jungen war und wegen seiner politischen Instrumentalisierung europaweit für Empörung sorgte. Während des Ersten Weltkrieges gewann eine durch Landwirtschaftsminister Alexander Wassiljewitsch Kriwoschein geführte Gruppe der liberalen Minister an Einfluss, die für ihre fortschrittliche Politik die Unterstützung der liberalen Öffentlichkeit suchten. Kriwoschein gelang im Sommer 1915 die Entlassung der konservativen Minister Wladimir Alexandrowitsch Suchomlinow, Iwan Grigorjewitsch Schtscheglowitow, Nikolai Alexejewitsch Maklakow und Wladimir Karlowitsch Sabler und die Berufung von für die Dumaopposition akzeptablen Ministern. 
Am 1. Januar 1917 wurde Iwan Grigorjewitsch Schtscheglowitow noch mit Unterstützung von Grigori Jefimowitsch Rasputin als Nachfolger von Anatoli Nikolajewitsch Kulomsin zum Vorsitzenden des Staatsrates ernannt. Für seine Verdienste wurde ihm der Kaiserlich-Königliche Orden vom Weißen Adler, der Orden des Heiligen Wladimir, der Orden der Heiligen Anna sowie der Sankt-Stanislaus-Orden verliehen. In den ersten Tagen der Februarrevolution 1917 wurde er am 1. März 1917 festgenommen und befand sich daraufhin in Haft in der Peter-und-Paul-Festung. Nach der Oktoberrevolution wurde er im Zuge des Roten Terrors am 5. September 1918 durch ein Erschießungskommando der Bolschewiki hingerichtet.

## Veröffentlichungen
Schtscheglowitow verfasste zudem zahlreiche Artikel in juristischen Fachzeitschriften. Zu seinen Veröffentlichungen gehören:
- о сопротивлении и неповиновении властям как особом преступлении (Über Widerstand und Ungehorsam gegenüber der Autorität als besonderes Verbrechen), 1886
- о постановке вопросов на суде присяжных (Über das Aufwerfen von Fragen in einem Geschworenenprozess), 1888
- об ограничении виндикации следов преступления (Über die Begrenzung der Rechtfertigung von Tatspuren), 1890
- о судебной экспертизе документов (Zur forensischen Prüfung von Dokumenten), 1891
- о гражданской предсудимости по уголовным делам (Über das Zivilverfahren in Strafsachen), 1892
- о репрессии суда присяжных в России (Über die Unterdrückung von Geschworenenprozessen in Russland), 1893
- о новых течениях в деятельности русского суда присяжных (Über neue Trends in der Tätigkeit des russischen Geschworenengerichts), 1900
- о суде присяжных при действии нового уголовного уложения (Über Geschworenengerichte nach dem neuen Strafrecht), 1902
- об основаниях и пределах ответственности врача пред уголовным законом (Über die Gründe und Grenzen der Haftung des Arztes vor dem Strafrecht), 1903
- о новом уголовном уложении (Über das neue Strafgesetzbuch), 1903